# Sammy Davis (pilote automobile)
Pour les articles homonymes, voir Davis et Sammy Davis.
Sydney Charles Houghton « Sammy » Davis, né le 9 janvier 1887 à South Kensington (Londres) et mort à Guildford le 9 janvier 1981 à 94 ans lors de l'incendie accidentel de son domicile (probablement à la suite de la combustion d'une pipe oubliée), est un pilote automobile britannique (l'un des Bentley Boys).

## Biographie
Alors qu'il fréquentait l'University College de Londres, il eut l'occasion déjà de côtoyer Malcolm Campbell. En 1906 il entra en apprentissage chez Daimler pour devenir dessinateur, s'impliquant ainsi dans l'élaboration de la Daimler-Renard engagée au Kaiserpreis de 1907. Il rejoint définitivement l'équipe d'ingénieurs en 1910, devenant aussi illustrateur technique, journaliste et membre rédactionnel pour le groupe Iliffe en 1912 (dans The Autocar).
Durant le premier conflit mondial il rejoignit le Royal Naval Air Service pour servir en France, puis devint par la suite rédacteur en chef de The Autocar, en écrivant alors sous le pseudonyme français de Casque. Adepte du motocyclisme avant guerre, il aida alors financièrement son ancien partenaire W. O. Bentley à démarrer son entreprise. À l'invitation de S. F. Edge, il lui fut proposé en 1922 de rejoindre le Brooklands AC Racing Team tout en restant journaliste, bien qu'Edge alors n'aida de façon soutenue Aston Martin à conquérir pas moins de 32 records du monde et de classe à Weybridge. Il a essayé de battre un record de vitesse pour voiturette avec la Razor Blade spécialement conçue par cette même compagnie.
Sa carrière en sport automobile s'étala ensuite régulièrement de 1925 à 1937, et il rejoint les Bentley Boys en 1926 au Mans.
Il a disputé les 24 Heures mancelles à six reprises entre 1925 et 1933, terminant deuxième dès sa première sortie sur Sunbeam « Le Mans » 3L., associé alors à Jean Chassagne (vainqueurs de classe). Il est apparu à trois reprises par la suite sur Bentley, et a également piloté une Alvis (en 1928, alors 9e) ainsi qu'une Aston Martin (en 1933).
En 1926, il dut abandonner sur accident à vingt minutes de l'arrivée alors qu'il tentait de prendre la tête de course avec sa Bentley.
Un mois après une deuxième place aux 6 Heures de Brooklands sur Alvis, il a remporté les 24 Heures du Mans 1927 avec le Dr Dudley Benjafield sur "Old no 7" (une Bentley 3 Litre I4 Super Sport), course durant laquelle trois véhicules Bentley furent gravement endommagés -dont le sien pourtant victorieux- à la nuit tombante à Maison Blanche, en quelques secondes à peine.

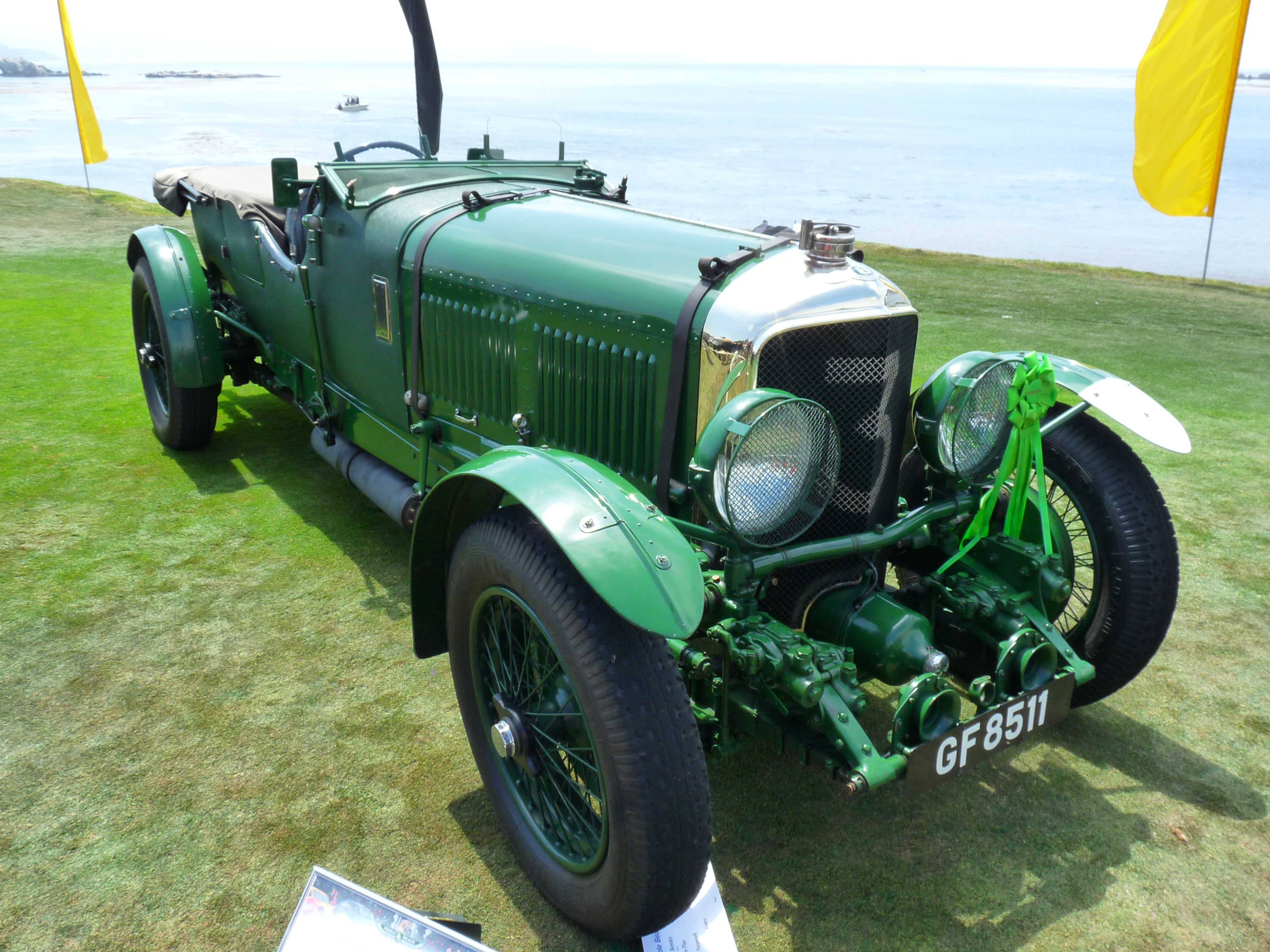
La Bentley Speed Six dite "Old Number 3" de S. Davis et Clive Dunfee, qui abandonna aux 24 Heures du Mans 1930.

En 1929 il termina de nouveau deux fois deuxième à Brooklands, en mai lors des 2x12 Heures associé à Günter (sur Bentley 4½ Litre) et en octobre, cette fois-là avec Dunfee (sur Bentley Speed Six) à l'issue des 500 Milles. Entretemps il s'était encore classé deuxième, lors de la Saostat Cup durant le Grand Prix d'Irlande (avec une Lee Francis Hyper S). Il finit enfin par l'emporter à Brooklands en 1930 avec March, sur Austin Seven (son unique succès en course avec cette marque), lors des 500 Miles... après une nouvelle place de deuxième (sa quatrième) aux 2x12 Heures de mai, alors avec Dunfee sur Speed Six. La même année il abandonna au Mans après avoir été blessé aux yeux, ayant eu ses lunettes éclatées par un caillou, et il établit plusieurs records de classe H à Brooklands avec la Seven, dont celui mondial du kilomètre lancé à 143,36 km/h. Tous ses efforts en 1930 lui valurent une étoile d'or du BRDC, bien qu'il dut abandonner au Mans; il avait entamé l'année sur une Daimler V12, lors du Rallye Monte-Carlo.
À la suite d'une hospitalisation après un violent accident en 1931 à Brooklands sur Invicta S-type (encastré alors dans un poteau électrique du circuit), il devint journaliste pour Motor Racing.
En avril 1937, il conduisit une Frazer Nash-BMW à une vitesse moyenne horaire de 164,51 kilomètres, toujours à Brooklands.
Amateur de voitures anciennes, il cofonda le Veteran Car Club of Great Britain en 1930, puis il devint le vice-président de l'Aston Martin Owners Club à sa création en 1935, concevant dès 1932 le logo ailé de la marque (qui a pour origine le dieu égyptien Khépri, symbolisé par un scarabée). Après la guerre il fut nommé vice-président du Vintage Sports-Car Club britannique et devint le Président du 500 Club (renommé ultérieurement Half Litre Car Club). Membre du comité du BRDC, il s'investit également au sein du comité des compétitions du Royal Automobile Club.
Son fils, Colin Davis, est lui aussi devenu un pilote automobile.

## Distinctions
- BRDC Gold Star: 1929 et 1930[3].